# 워런 크리스토퍼
워런 마이너 크리스토퍼(Warren Minor Christopher, 1925년 10월 27일 ~ 2011년 3월 18일)는 미국의 민주당 정치인으로 63대 국무 장관(1993년 ~ 97년)이다. 그는 법무 차관(1967년 ~ 69년)과 국무 차관(1977년 ~ 81년)을 지내기도 하였다. 2000년 플로리다주에서 재계표 업저버로서 앨 고어의 대통령 선거 운동을 대표하였다.

## 어린 시절
노스다코타주 스크랜턴에서 어니스트와 캐서린 크리스토퍼 사이에 태어났다. 은행원인 부친은 워런이 어릴 때 사망하였다. 그의 모친은 가족을 캘리포니아주로 이주시켰다. 그는 일부 노르웨이인의 혈통을 이어받았다.

## 교육과 법률 경력
헐리우드 고등학교(Hollywood High School)를 졸업하고 1942년 레들랜즈 대학교로 진학했으나 재학 중 서던캘리포니아 대학교로 편입하여 1945년 2월 거기에서 마그나 쿰 라우데급의 우수한 성적으로 학사 학위를 취득하였다. 1943년부터 1946년까지 그는 해군에 복무하였다.
그 후 스탠포드 로스쿨로 진학하여 거기에서 그는 스탠퍼드 로리뷰(Stanford Law Review)의 창립자 겸 편집장이 되었다. 1949년 법무박사(J.D.) 학위를 취득하며 로스쿨을 졸업한 그는 윌리엄 O. 더글라스 연방 대법원 대법관의 보좌관이 되어 스탠포드 로스쿨 역사상 최초의 연방 대법원 대법관 보좌관이 되었다.
워싱턴 D. C.에서 1년 후, 크리스토퍼는 고향에 돌아와 법률 상사에 가입하였다. 로스앤젤레스 로펌 오멜버니 앤 마이어스에서 1950년 10월부터 1967년 6월까지 변호사로 근무하였다. 1958년 파트너 변호사로 승진하고, 잠시 에드먼드 브라운 캘리포니아주 지사의 특별 고문이 되어 로스앤젤레스 와츠 구역에서 일어난 폭동의 원인을 조사하는 데 1965년 주지사가 설립한 위원회의 부의장을 지냈다.

## 정치 경력
1967년부터 1969년까지 린든 B. 존슨 대통령 아래에서 법무 차관으로 있으면서, 시카고와 디트로이트에서 흑인들이 폭동을 일으킨 사건에 치안을 회복하는 연방적 성과를 처리하였다. 임기가 끝난 후, 크리스토퍼는 캘리포니아주에 있는 자신의 법률 상사로 복귀하였다.
1977년부터 1981년까지 지미 카터 대통령 정부의 국무 차관을 지내면서, 이란의 미국 대사관 인질 석방을 위한 최고 협상자로 활약하였다. 자신의 실력있고 성공적인 협상들로 인하여 그는 대통령 자유 훈장을 수상하였다. 카터의 임기가 끝난 1981년 크리스토퍼는 캘리포니아주로 돌아가 자신의 법률 실습을 재기하였다.
1991년에는 로스앤젤레스의 경찰들이 소수 민족들에 위협을 가하는 것을 조사하는 임무를 지휘하였다.

## 63대 국무 장관
1992년 크리스토퍼는 다시 한번 국내적 공공 서비스에 불러들여졌다. 그가 성인이었던 이래 모든 민주당 대통령 행정부에서 일한 그의 기록은 빌 클린턴 대통령의 선거와 함께 지속되었다. 클린턴이 민주당 후보의 보증으로 1992년 선거 운동에서 충분한 투표들을 이길 때 그는 크리스토퍼에게 부통령 러닝메이트(앨 고어)를 선택하는 데 팀을 맡기로 의문하였다. 11월 선거 후, 클린턴은 새로운 내각으로 내각원들을 선발하고 새롭게 당선된 대통령을 위하여 과도기의 참모를 맡는 데 그에게 의문하였다. 클린턴은 내각 선택의 첫 라운드에서 크리스토퍼를 국무 장관으로 임명하였다.
1993년 크리스토퍼는 63대 국무 장관으로 선서하였다. 국제적 문제들의 일련은 새로운 국무 장관이 안심하는 데 약간의 시간을 주었다. 소말리아에서 질서의 친등이 설립된 후, 미군은 1994년 3월의 말기에 철수하였다. 그 동안 4월 전 유고슬라비아의 국가들 사이에 일어난 내란이 그 2번째 해로 들어가고, 중동에서 평화 협상들이 지속적으로 불안정한 논점이었다. 클린턴이 1996년 재선된 후, 크리스토퍼는 국무 장관직을 사임하였다. 1차 클린턴 내각에서 자신의 4년 동안 그는 이스라엘과 팔레스타인 해방 기구 사이에 역사적 평화 협정을 포함한 몇몇의 외교 정책의 성공들에서 중요한 역할을 하였다.

### 대한민국과의 관계
크리스토퍼 장관은 클린턴 행정부 시절 제1차 북핵위기, 제네바 북핵 협상, 북한의 강릉 잠수정 침투사건 등 한반도 현안에 대한 외교적 영향력을 발휘했다. 대화를 강조해온 크리스토퍼 장관은 제네바 합의를 지휘했으며 당시 한국 김영삼 정부와 클린턴 정부의 한미 공조 외교의 중심에 있었다. 1996년 8월 강릉 무장공비 침투사건 발생 직후 크리스토퍼 장관은 “모든 당사자의 추가도발 금지촉구”라는 남북 쌍방의 군사 행동 자제 요청 발언으로 대북 강경노선을 주장하던 한국 정부와 한국민의 반발을 사기도 했다.

## 가족 관계
크리스토퍼는 1956년 12월 21일 마리 조제핀 윌리스와 결혼하여 4명의 자식들 - 린, 스캇, 토머스와 크리스텐을 두었다.

## 사망
신장암 등으로 투병하다가 2011년 3월 18일(현지시각) 로스앤젤레스의 자택에서 사망하였다. 그의 시신은 할리우드 힐스에 있는 포리스트 론 메모리얼 파크에 안장되었다.
| 전임 로렌스 이글버거 | 미국의 63대 국무장관 1993년~1997년 | 후임 매들린 올브라이트 |